# Lézignan
Lézignan é uma comuna francesa na região administrativa de Occitânia, no departamento dos Altos Pirenéus. Estende-se por uma área de 2,56 km². Em 2010 a comuna tinha 356 habitantes (densidade: 139,1 hab./km²).